# Hanukkah Harry
Hanukkah Harry – fikcyjna postać z programu Saturday Night Live, w którą wcielił się Jon Lovitz.
Hanukkah Harry został przedstawiony w programie jako wariacja nt. Świętego Mikołaja z brodą charakterystyczną dla Haredimu, który nosi ubrania w kolorze niebieskim z białymi krawędziami (kolory Flagi Izraela).

## Saturday Night Live
Hanukkah Harry po raz pierwszy pojawił się w Saturday Night Live w odcinku 9, w sezonie 15, który po raz pierwszy był emitowany 16 grudnia 1989 (w roli gościa wystąpiła wtedy Andie MacDowell), w skeczu pt "Noc, w którą Hanukkah Harry ocalił Boże Narodzenie". W skeczu wystąpili także: Phil Hartman, Nora Dunn, Mike Myers i Victoria Jackson.
Po raz drugi Hanukkah Harry wystąpił w SNL w sezonie 15, odcinku 17, gdzie gościem był Corbin Bernsen. Odcinek został po raz pierwszy wyemitowany 14 kwietnia 1990 w skeczy pt. "Noc, w którą Hanukkah Harry ocalił Wielkanoc".